# Comuna Tărcaia, Bihor
Tărcaia este o comună în județul Bihor, Crișana, România, formată din satele Mierag, Tărcaia (reședința), Tărcăița și Totoreni.

## Demografie
Componența etnică a comunei Tărcaia
     Maghiari (52,42%)
     Români (42,58%)
     Alte etnii (0,56%)
     Necunoscută (4,45%)
Componența confesională a comunei Tărcaia
     Reformați (43,97%)
     Ortodocși (36,13%)
     Baptiști (7,12%)
     Creștini după evanghelie (4,78%)
     Penticostali (1,22%)
     Romano-catolici (1,11%)
     Alte religii (0,83%)
     Necunoscută (4,84%)
Conform recensământului efectuat în 2021, populația comunei Tărcaia se ridică la 1.799 de locuitori, în scădere față de recensământul anterior din 2011, când fuseseră înregistrați 1.969 de locuitori. Majoritatea locuitorilor sunt maghiari (52,42%), cu o minoritate de români (42,58%), iar pentru 4,45% nu se cunoaște apartenența etnică. Din punct de vedere confesional, cei mai mulți locuitori sunt reformați (43,97%), cu minorități de ortodocși (36,13%), baptiști (7,12%), creștini după evanghelie (4,78%), penticostali (1,22%) și romano-catolici (1,11%), iar pentru 4,84% nu se cunoaște apartenența confesională.

## Politică și administrație
Comuna Tărcaia este administrată de un primar și un consiliu local compus din 11 consilieri. Primarul, Aurel-Dan Ille[*], de la Partidul Social Democrat, este în funcție din 2000. Începând cu alegerile locale din 2024, consiliul local are următoarea componență pe partide politice:
|  | Partid                                 | Consilieri | Componența Consiliului | Componența Consiliului | Componența Consiliului | Componența Consiliului | Componența Consiliului | Componența Consiliului |
|  | -------------------------------------- | ---------- | ---------------------- | ---------------------- | ---------------------- | ---------------------- | ---------------------- | ---------------------- |
|  | Partidul Social Democrat               | 6          |                        |                        |                        |                        |                        |                        |
|  | Uniunea Democrată Maghiară din România | 4          |                        |                        |                        |                        |                        |                        |
|  | Partidul Național Liberal              | 1          |                        |                        |                        |                        |                        |                        |